# Five Leaves Left
| 전문가 평가                   | 전문가 평가 |
| 평가 점수                     | 평가 점수   |
| 출처                          | 점수        |
| ----------------------------- | ----------- |
| AllMusic                      | [ 3 ]       |
| Encyclopedia of Popular Music | [ 4 ]       |
| Entertainment Weekly          | A           |
| Pitchfork                     | 9.5/10      |
| Q                             | [ 7 ]       |
| The Rolling Stone Album Guide | [ 8 ]       |
| Uncut                         | [ 9 ]       |

《Five Leaves Left》는 영국의 포크 음악가 닉 드레이크의 데뷔 스튜디오 음반이다. 1968년과 1969년 사이에 녹음된 이 음반은 1969년 아일랜드 레코드에 의해 발매되었다.

## 녹음
《Five Leaves Left》는 1968년 7월부터 1969년 6월까지 영국 런던의 사운드 테크닉에서 녹음된 곡이다. 엔지니어 존 우드는 "드레이크가 현악기 부분을 따라 라이브, 노래, 연주를 오버더빙을 사용하지 않고 추적할 것"이라고 회상했다. 〈River Man〉의 경우 프로듀서 조 보이드는 드레이크가 스튜디오 중앙의 걸상에서 반원형의 악기에 둘러싸여 연주하는 모습을 묘사했다. 스튜디오의 환경은 또한 흥미로운 소리와 대기의 생성을 가능하게 하는 여러 단계를 가지고 있었기 때문에 중요한 요소였다.
그의 다양한 후원 음악가들 중, 드레이크는 페어포트 컨벤션의 리처드 톰슨, 펜탱글의 대니 톰슨과 동행했다. 드레이크의 젊은 시절 친구였던 로버트 커비는 여러 곡의 현악기를 편곡했고, 해리 로빈슨은 〈River Man〉의 현악기를 편곡했다. 음반의 제목은 옛 리즐라 담배 종이 봉투를 참조한 것으로, 마지막에는 "Only five leaves left(다섯 개의 잎만 남았다)"라고 인쇄된 노트가 포함되어 있었다.

## 곡 목록
모든 곡들은 닉 드레이크에 의해 작사/작곡하였다.
| #  | 제목                 | 재생 시간 |
| -- | -------------------- | --------- |
| 1. | 〈Time Has Told Me〉 | 4:27      |
| 2. | 〈River Man〉        | 4:21      |
| 3. | 〈Three Hours〉      | 6:16      |
| 4. | 〈Way to Blue〉      | 3:11      |
| 5. | 〈Day Is Done〉      | 2:29      |

| #   | 제목                          | 재생 시간 |
| --- | ----------------------------- | --------- |
| 6.  | 〈'Cello Song〉               | 4:49      |
| 7.  | 〈The Thoughts of Mary Jane〉 | 3:22      |
| 8.  | 〈Man in a Shed〉             | 3:55      |
| 9.  | 〈Fruit Tree〉                | 4:50      |
| 10. | 〈Saturday Sun〉              | 4:03      |